# Krankenhaus Jülich

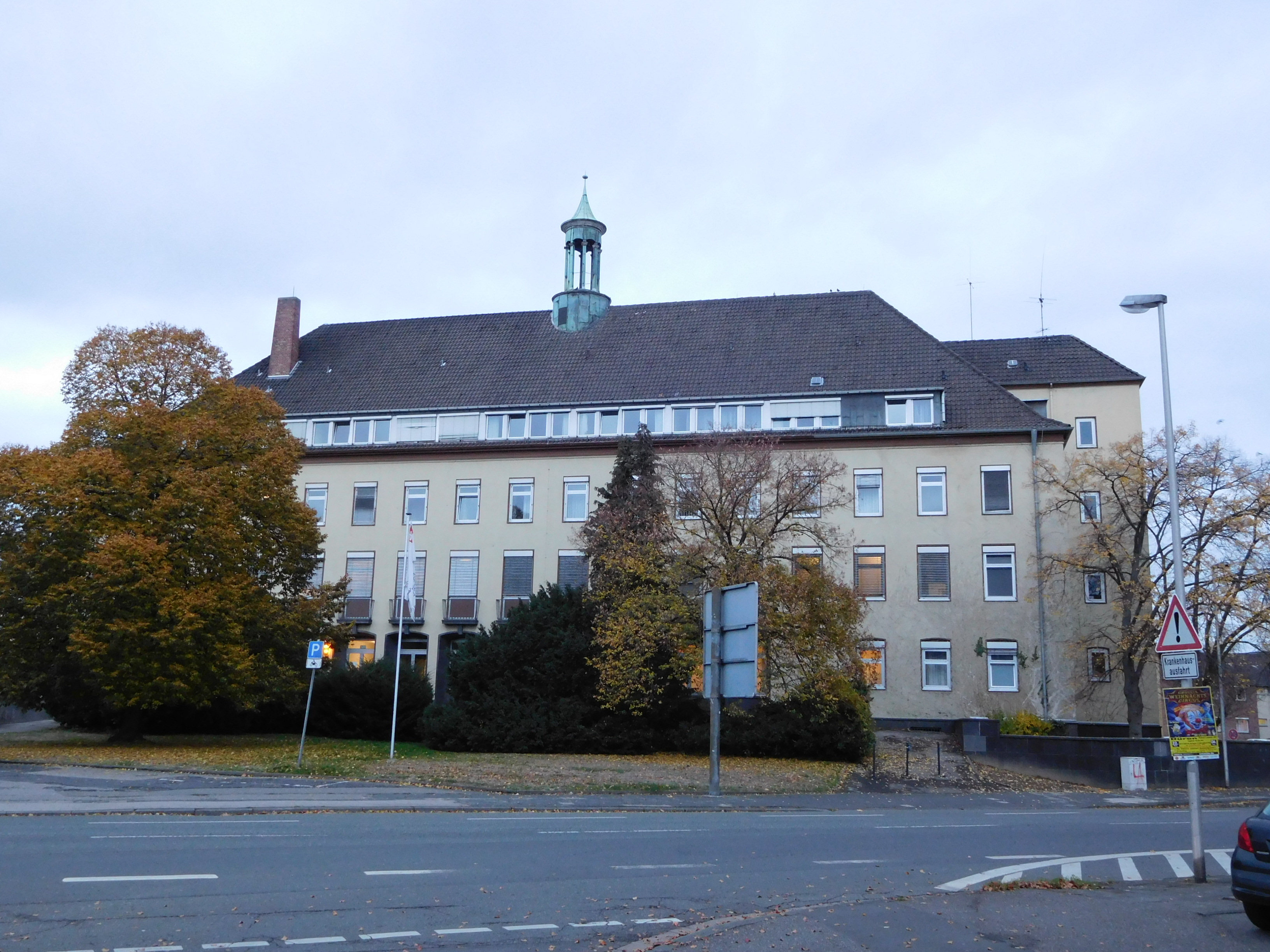
Krankenhaus Jülich – Blick vom Neusser Platz

Das Krankenhaus Jülich (bis 2023 St. Elisabeth-Krankenhaus Jülich) ist ein Krankenhaus in städtischer Trägerschaft mit 156 Betten in Jülich im nordrhein-westfälischen Kreis Düren.

## Geschichte
In Jülich wurde erstmals 1597 ein Seuchenhaus erwähnt. Ab 1678 übernahmen Ordensschwestern des Hl. Franziskus in der Stadt ein Gasthaus, das auch als Altersheim, Armen- und Krankenhaus genutzt wurde. Rund zweihundert Jahre lang erfolgte dort die medizinische Versorgung der Menschen aus Jülich und Umgebung.
Das Krankenhaus wurde am 19. November 1891 eröffnet. Namenspatronin des St. Elisabeth-Krankenhauses Jülich war die heilige Elisabeth von Thüringen. Im Zweiten Weltkrieg wurde es zerstört. 1946 wurde es wieder aufgebaut und in den folgenden Jahren erweitert: 1950 wurde eine Augen- und eine HNO-Belegabteilung sowie 1959 die Fachabteilung für Gynäkologie und Geburtshilfe eingerichtet. Seit 1964 gibt es eine Krankenpflegeschule. 2003 wurde ein ambulantes Operationszentrum und 2006 ein neues Bettenhaus gebaut. Mitte 2013 schloss die Abteilung für Gynäkologie und Geburtshilfe.
Träger waren von 1891 bis 1963 die Stadt Jülich, von 1963 bis 1987 der Caritasverband für das Bistum Aachen und ab 1987 die Malteser. 2009 übernahm der Deutsche Caritasverband die Trägerschaft. Aufgrund von anhaltenden wirtschaftlichen Schwierigkeiten ging die Betreibergesellschaft Katholische Nord-Kreis Kliniken Linnich und Jülich GmbH (eine Caritas-Tochter) 2022 insolvent. 2023 übernahm die Stadt Jülich die Trägerschaft über ihr Krankenhaus durch die „Krankenhaus Jülich GmbH“, während das Krankenhaus in Linnich geschlossen wurde.

## Struktur
Das Krankenhaus ist mit 156 Planbetten im nordrhein-westfälischen Krankenhausplan aufgenommen. Es betreut die Fachgebiete Innere Medizin, Chirurgie, Unfallchirurgie,  Anästhesie, Intensivmedizin und Physiotherapie und verfügt über einen ambulanten Hospizdienst. Mit 45,9 Arzt-Vollzeitstellen wurden im Jahr 2021 insgesamt 4632 vollstationäre und 1580 teilstationäre Fälle versorgt.
Dem 13-köpfigen Aufsichtsrat steht der erfahrene Krankenhausmanager Frank Schneider vor,  Vorstandsvorsitzender und Ärztlicher Direktor des Universitätsklinikums Düsseldorf.